# Маппус, Штефан
Штефан Маппус (нем. Stefan Mappus; род. 4 апреля 1966, Пфорцхайм) — немецкий политик из партии ХДС, премьер-министр федеральной земли Баден-Вюртемберг (с 10 февраля 2010 года по 12 мая 2011 года).

## Биография
В 1972—1976 годах Маппус посещал начальную школу в Мюлаккере, в дальнейшем окончил там же гимназию имени Теодора Хойса в 1985 году. После получения профессионального образования на специалиста по сбыту на промышленном предприятии работал в компании Standard Elektrik Lorenz в Пфорцгейме, служил в армии с 1987 года в Филипсбурге.
- С 1988 по 1993 год изучал экономику и социальные науки в Гогенгеймском университете и получает диплом экономиста.
- С 1993 по 1995 год остаётся работать в университете в качестве научного работника.
- С 1995 по 1998 год работает в Штутгарте в компании Siemens в области сбыта.

Женат с 2001 года и имеет двоих сыновей.